# Eugenia longibracteata
Eugenia longibracteata är en myrtenväxtart som beskrevs av Mazine. Eugenia longibracteata ingår i släktet Eugenia och familjen myrtenväxter. Inga underarter finns listade i Catalogue of Life.